# Victor Antonescu (réalisateur)
Pour les articles homonymes, voir Antonescu et Victor Antonescu (homonymie).
Victor Antonescu, né à Bucarest (Roumanie) le 16 juillet 1936, est un scénariste et réalisateur de films d'animation roumain.

## Filmographie partielle

### Comme scénariste et réalisateur
- 1970 : Fablio le Magicien
- 1974 : Il racconto della giungla (uniquement scénario)
- 1984 : Fusée Delta (Misiunea spatialã Delta)
- 1986 : Cei trei muschetari
- 1987 : Uimitoarele aventuri ale muschetarilor (série télévisée)
- 1990 : Noile aventuri ale muschetarilor (série télévisée)